# Långaröds församling
Långaröds församling var en församling i Lunds stift och i Hörby kommun. Församlingen uppgick 2006 i Västerstads församling.

## Administrativ historik
Församlingen har medeltida ursprung. 
Församlingen var till 1974 annexförsamling i pastoratet (Östra) Sallerup och Långaröd. Från 1974 till 2006 annexförsamling i pastoratet Västerstad, Östraby, Östra Sallerup och Långaröd. Församlingen uppgick 2006 i Västerstads församling.

## Kyrkor
- Långaröds kyrka